# Alexander Conze
Alexander Conze (Hanovre, 10 décembre 1831-Berlin, 19 juillet 1914) est un archéologue allemand.

## Biographie

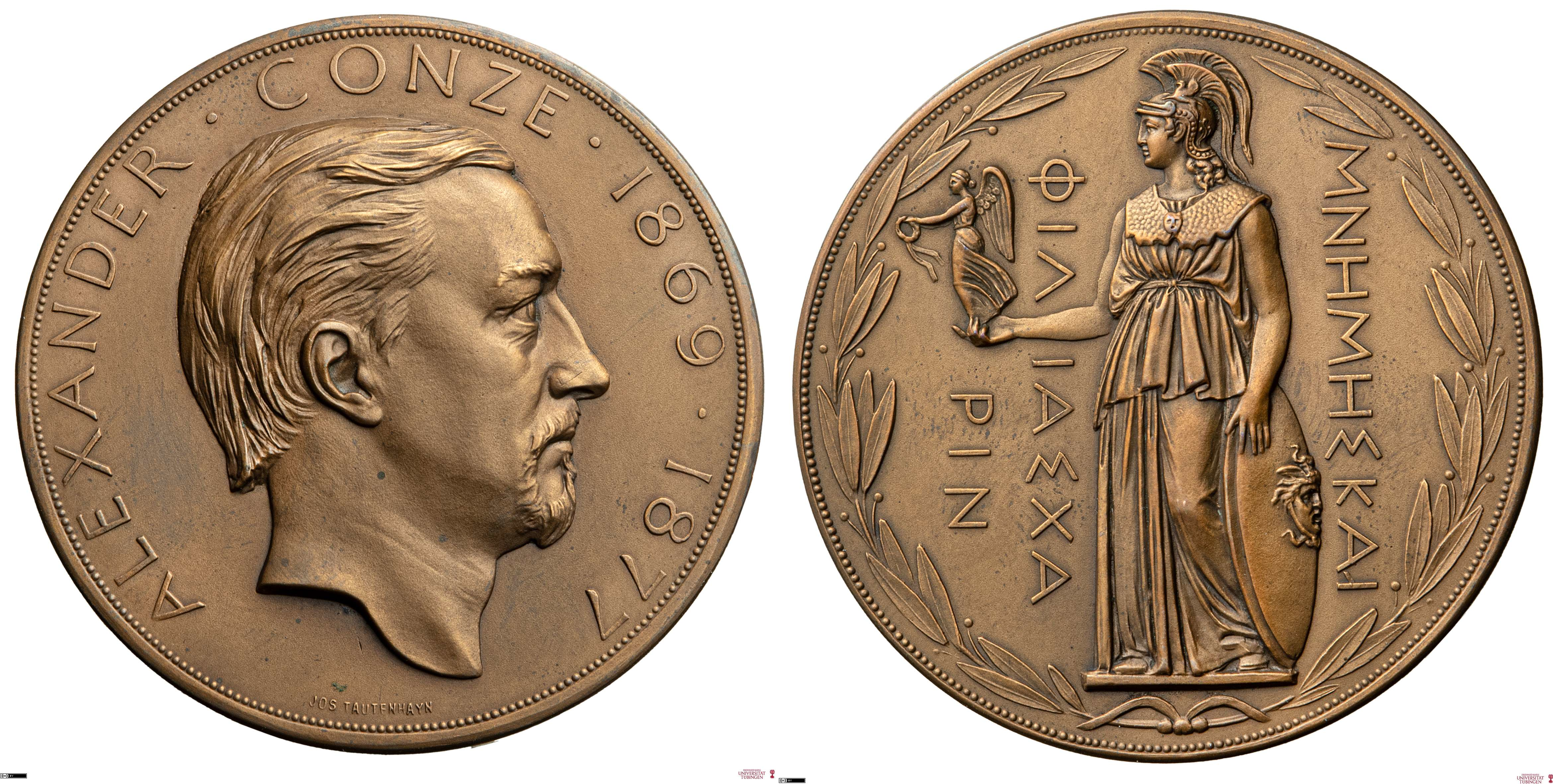
Médaille Alexander Conze 1877

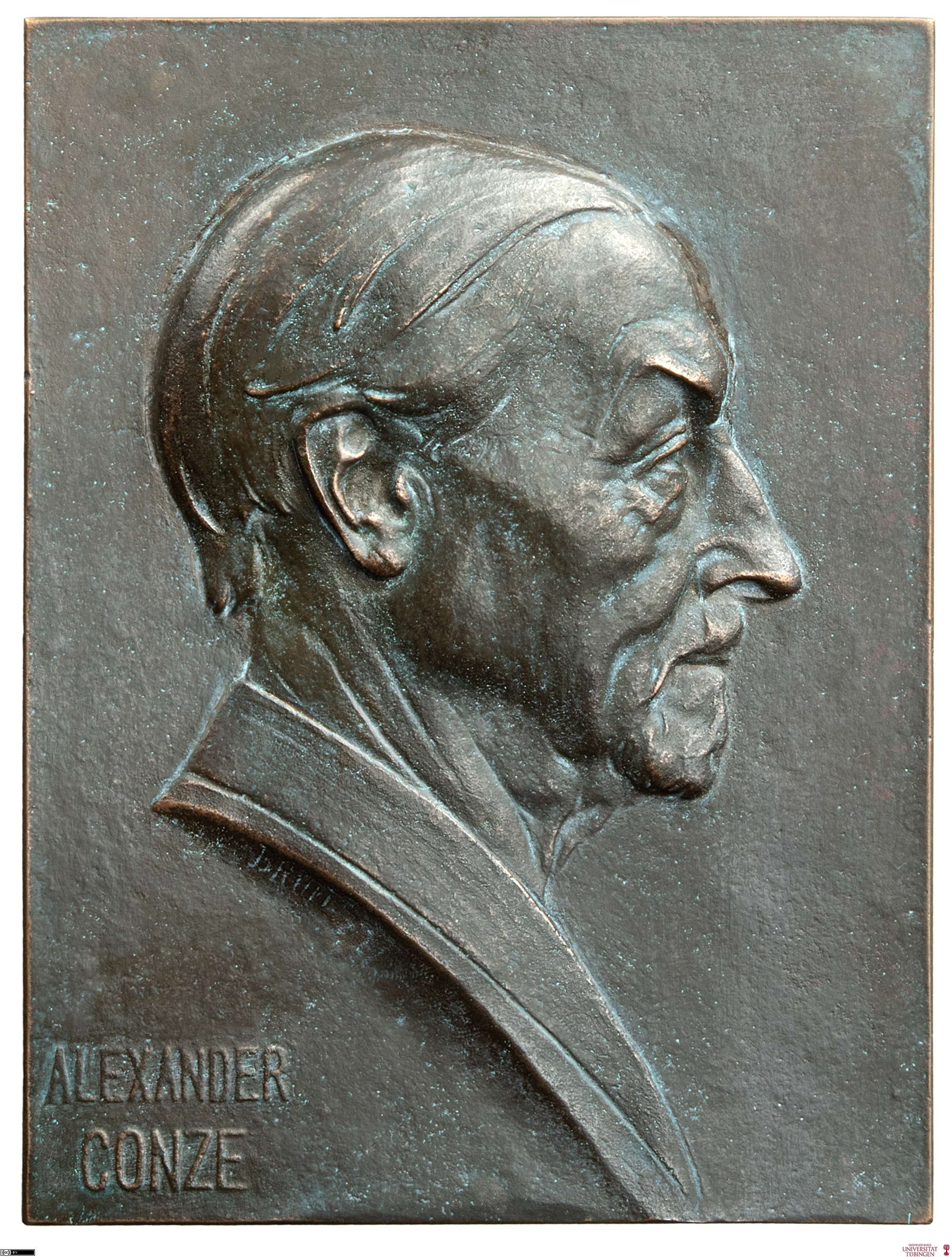
Médaille Alexander Conze 1905

Il débute à Göttingen des études de droit mais finalement se tourne vers l'histoire de l'art et l'archéologie. Il devient membre du Corps Brunsviga Göttingen (de). Élève à Berlin de Friedrich Wilhelm Eduard Gerhard, il explore en 1856-1857 Samothrace, Imbros, Lemnos ou encore Thasos parmi d'autres îles de l'archipel grec et dessine les ruines et les sculptures. Il relève aussi les inscriptions et écrit une relation sur les paysages ainsi que les mœurs des habitants.
Avec Adolf Michaelis, il obtient en 1859 la première bourse de l'Institut de correspondance archéologique de Rome. Il séjourne alors en Italie puis repart en Grèce. Devenu professeur d'archéologie à l'université de Halle, il y tient un séminaire et ouvre un musée de moulages qui devient un centre de recherches. Il fonde à Vienne avec Otto Hirschfeld le séminaire d'archéologie et d'épigraphie (1869) et obtient l'appui du prince de Metternich pour mener les fouilles de Samothrace qu'il dirige ainsi de 1873 à 1880.
En 1877, il est nommé directeur de la galerie de sculpture des musées de Berlin qu'il transforme en l'un des plus grands musées de ce genre au monde.
Organisateur des fouilles de Pergame (1878-1886 et 1901-1915), il obtient une importante allocation royale et l'achat du site au gouvernement turc, le tiers des trouvailles étant alors cédé aux musées de Berlin.
Directeur de l'Institut archéologique allemand (1887-1905), il transmet la responsabilité des fouilles de Pergame à l'Institut. Ses recherches de céramologie sur les vases de Mélos sont une référence en établissant une période géométrique se distinguant de l'orientalisante par une analyse des techniques qui sera confirmée par les découvertes de la nécropole du Dipylon d'Athènes en 1871.
Il existe deux médailles pour Conze

## Travaux

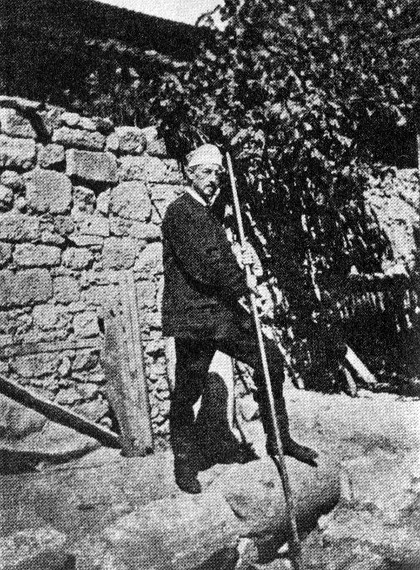
Alexander Conze à Samothrace

- Reise auf den Inseln des Thrakischen Meeres, 1860
- Melische Thongefässe, 1862
- Uber die Bedeutung der klassischen Archäologie, 1869
- Zur Geschichte des Anfänge der griechischen Kunst, in Sitzungsberichte des K. Akademie der Wissenschaften no 6, 1870
- Archäologische Untersuchungen auf Samothrace I-II, avec A. Hauser et G. Niemann, 1875-1880
- Die attischen Grabreliefs, 4 vol., 1893-1922
- Pro Pergamo, 1898
- Unsern Kindern gewidmet, 1908
- Alterthümer von Pergamon, 1912